# 우주 비행의 역사
우주 비행의 역사에 관한 문서이다.
우주 비행은 콘스탄틴 치올콥스키, 로버트 고다드, 헤르만 오베르트의 이론적, 실제적 혁신에 따라 20세기에 시작되었다. 이들은 각각 로켓을 우주 비행 수단으로 제안하는 작품을 발표했다. 최초의 성공적인 대규모 로켓 프로그램이 베르너 폰 브라운의 나치 독일에서 시작되었다. 소련은 최초의 위성, 최초의 동물, 최초의 인간과 최초의 여성을 궤도에 진입시키며 전후 우주 경쟁에서 선두를 차지했다. 미국은 1969년에 최초로 인간을 달에 착륙시켰다. 20세기 후반에는 프랑스, 영국, 일본, 중국도 우주 도달 프로젝트를 진행했다.
우주 경쟁이 끝난 후, 우주 비행은 국제 협력 강화, 낮은 지구 궤도에 대한 저렴한 접근, 상업적 벤처 확대 등의 특징을 갖고 있다. 행성간 탐사선은 태양계의 모든 행성을 방문했으며, 인간은 미르(Mir)나 ISS 등 우주정거장을 타고 오랫동안 궤도에 머물렀다. 가장 최근에 중국은 독립적인 유인 임무를 시작할 수 있는 능력을 갖춘 세 번째 국가로 부상했으며, 상업 부문의 운영자는 재사용 가능한 부스터 시스템과 공중 플랫폼에서 발사되는 항공기를 개발했다. 2020년 스페이스X는 성공적으로 우주 비행사를 발사한 최초의 상업 운영자가 되었다. 크루 드래곤 데모 2를 이용해 국제 우주 정거장으로의 승무원 임무를 수행한다.

## 같이 보기
- 항공의 역사
- 유인 우주선 목록
- 우주 비행의 연표
- 태양계 탐험 연표